# Aponia minnithalis
Aponia minnithalis là một loài bướm đêm trong họ Crambidae.